# Kiều dân châu Á

Bản đồ châu Á

Kiều dân châu Á là nhóm kiều dân của người châu Á sinh sống bên ngoài châu lục. Có một số nhóm nổi bật thuộc cộng đồng kiều dân châu Á.
Kiều dân châu Á được nhận định là có mối liên hệ xuyên quốc gia ngày càng bền chặt với nước mẹ, đặc biệt về mặt văn hóa thông qua truyền thông số.

## Lịch sử
Người châu Á có lịch sử di cư lâu dài nội châu lục. Các tuyến đường thương mại trên bộ như Con đường tơ lụa, và các tuyến hàng hải qua Ấn Độ Dương-Thái Bình Dương cho phép việc giao lưu từ thời cổ đại. Từ cuối thế kỷ 19, các dòng di cư ở châu Á đã gia tăng đáng kể do ảnh hưởng của chủ nghĩa thực dân và quá trình toàn cầu hóa, làm xuất hiện các loại hình di cư mới; ví dụ, việc các đế quốc châu Âu mở rộng ảnh hưởng và củng cố quyền lực trên phạm vi toàn cầu đã mở đường cho Hệ thống lao động khế ước Ấn Độ. Các quốc gia hiện đại đã tăng cường kiểm soát biên giới gây khó khăn cho các dòng di cư truyền thống.

## Kiều dân Trung Á
Cộng đồng kiều dân Trung Á hiện đại được định hình chủ yếu bởi sự mở rộng và di dân cưỡng bức dưới thời Liên Xô.

## Kiều dân Đông Á
Những người trẻ đã bắt đầu di cư khỏi Đông Á nhiều hơn kể từ những năm 1990.

### Nhật hệ nhân
Nhật kiều hay người Nhật hải ngoại (tiếng Nhật: nikke (日系 (nhật hệ))) là những người Nhật đã di dân khỏi Nhật Bản và con cháu của họ hiện đang sinh sống ở nước ngoài. Chuyến di cư đầu tiên của người Nhật được ghi chép lại là đến Philippines vào đầu thế kỷ 12 nhưng chưa ồ ạt cho đến thời kỳ Minh Trị, khi người Nhật bắt đầu di cư đến Châu Mỹ, khởi đầu với 35 di dân đến Mexico năm 1897 và sau đó là Mỹ Latin, năm 1899, 790 người Nhật đặt chân đến Peru.
Trong thời kỳ đi xâm chiếm thuộc đia cũng có những luồng di cư đáng kể từ Nhật đến các lãnh thổ của đế quốc Nhật, tuy nhiên phần lớn những người này đã hồi hương sau khi chiến tranh thế giới thứ hai kết thúc tại châu Á.

## Kiều dân Nam Á
Kiều dân Nam Á, cũng có thể gọi là kiều dân Desi, là nhóm có nguồn gốc tổ tiên ở Nam Á, nhưng sinh sống bên ngoài khu vực. Có khoảng 44 triệu người thuộc cộng đồng này.

### Nội danh
Kiều dân Nam Á thường được gọi là Desi, tên gọi được nhiều người Nam Á dùng, dù gây tranh cãi đối với một số khác.

## Kiều dân Đông Nam Á
Người Đông Nam Á đã di cư đến Pháp từ thời kỳ Đông Dương thuộc Pháp. Từ năm 1975, số lượng lớn người đã di tản hoặc tị nạn từ Lào, Campuchia, và Việt Nam, chủ yếu tới Pháp và Hoa Kỳ.

### Kiều dân Philippines
Kiều dân Philippines hay Người Philippines sống ở nước ngoài là những người có gốc Philippines sống ở ngoài lãnh thổ Philippines. Khái niệm này dùng cho cả những công dân của một quốc gia khác có gốc Philippines cũng như công dân Philippines tạm thời sống ở nước ngoài.
Hầu hết người Philippines di cư ra nước ngoài là để tìm việc làm và hỗ trợ gia đình họ ở Philippines. Chính vì lý do di cư này mà tại nhiều nước có những cộng đồng đáng kể người Philippines.
Thông thường, những người này được gọi là người lao động Philippines ở nước ngoài (Overseas Filipino Workers - OFWs). "Người Philippines toàn cầu" ("Global Filipino") là một thuật ngữ mới xuất hiện nhưng ít được sử dụng rộng rãi.

### Việt kiều
Việt kiều (hay người Việt hải ngoại, người Việt Nam ở nước ngoài) là thuật ngữ để chỉ người Việt định cư bên ngoài lãnh thổ Việt Nam, họ có thể đang mang quốc tịch Việt Nam hoặc/và quốc tịch của nước sở tại.